# پروانه‌ماهی راه‌راه
پروانه‌ماهی راه‌راه (نام علمی: Chaetodon striatus) نام یک گونه از سرده پروانه‌ماهی است.